# Гіпотеза константності
Гіпотеза константності Вернадського постулює, що кількість живої речовини біосфери для даного геологічного періоду є величина постійна.
Відповідно до цієї гіпотези, будь-яка зміна кількості живої речовини в одному з регіонів біосфери має бути скомпенсована в якомусь іншому регіоні. Правда, відповідно до постулатів видового збідніння, високорозвинені види та екосистеми найчастіше будуть замінюватися еволюційно (сукцесійно) об'єктами нижчого рівня. Крім того, відповідно до різних типів еколого-ценотичних стратегій, відбуватиметься процес рудералізації видового складу екосистем, і «корисні» для людини види будуть заміщатися менш корисними, нейтральними або навіть шкідливими.
В даний час людина порушила свою рівновагу з біосферою. Поки люди і великі тварини в своєму споживанні продуктів біосфери не перевищували 1% їх загальної кількості, біосфера перебувала в динамічній рівновазі з іншими земними оболонками. Сучасна людина споживає на свої потреби вже більше 7% продуктів біосфери і суттєво порушує її природний баланс. Наприклад, вже змінилося співвідношення запасів вуглецю в атмосфері і на суші, різниця між синтезом і розкладанням органічних речовин стала в сотні разів більше, ніж було спочатку.
Біосфера вже не справляється зі своєю функцією стабілізації, і скоро цю функцію людству доведеться взяти на себе. Зрештою вся система життя і середовища стане керуватися людиною, що спирається у своїй діяльності на закони природи.